# Ellipsoptera gratiosa
Ellipsoptera gratiosa is een keversoort uit de familie van de loopkevers (Carabidae). De wetenschappelijke naam van de soort is voor het eerst geldig gepubliceerd in 1840 door Guerin-Meneville.